# Straight leg raising test
De active straight leg raise test is een specifieke spierlengtetest. Men gebruikt deze test om de lengte te meten van de hamstrings. Er bestaat ook een Straight leg raise test, deze meet of er sprake is van lumbosacraal radiculair syndroom (zenuwprikkeling, een uitstulping van een tussenwervelschijf die voor compressie van het zenuwkanaal zorgt). 
De patiënt(e) ligt op zijn/haar rug en de therapeut heft het been gestrekt omhoog (vandaar de naam van deze test) , normaal kan de heup minstens 80° gebogen worden. Indien de hamstrings effectief verkort zijn zal een neiging tot knieflexie en ongeveer tegelijk een retroversie van het bekken optreden , gepaard gaande met rekpijn in de spier zelf.  
- tijdens het uitvoeren van de proef van Tomayer kan door lengteprovocatie van de nervus ischiadicus uitstralingspijn ontstaan ter hoogte van de harmstrings, knieholte, kuit en/of voet.

Bij de straight leg raising test kan men een differentiatie maken tussen neurogene uitstralingspijn en pijn ten gevolge van verkorte hamstrings.
- positieve Lasègue indien neurogen provocatie optreedt bij de straight leg raising test. Dit wijst dus op een probleem ter hoogte van de nervus ischiadicus of spinale zenuwstructuren (L4;L5;S1;S2)